# اغتيال أحمد شاه مسعود
في 9 سبتمبر 2001، اُغتيل أحمد شاه مسعود على يد اثنين من عملاء تنظيم القاعدة، اللذين تنكّرا في هيئة صحفيين في منطقة خواجة بهاء الدين بولاية تخار في أفغانستان.
كان مسعود المُلقَّب "أسد بنجشير" شخصية محورية في حركات المقاومة الأفغانية. قاد قوات التمرد ضد حكومات محمد داود خان، والحكومة الشيوعية تحت حكم حزب الشعب الديمقراطي الأفغاني، والقوات السوفيتية المحتلة لأفغانستان، ونظام طالبان في التسعينيات. وقت اغتياله كان مسعود يقود قوات التحالف الشمالي بدعم من الولايات المتحدة، والهند، وطاجيكستان وأوزبكستان وإيران،[بحاجة لمصدر] في حربهم ضد قوات طالبان المدعومة من باكستان.
ظل مسعود ناقدًا صريحًا للتدخل الباكستاني في أفغانستان عبر طالبان ولتنظيم القاعدة بقيادة أسامة بن لادن في أفغانستان. قبل خمسة أشهر من هجمات 11 سبتمبر حذر مسعود علنًا الرئيس الأميركي جورج بوش من تدهور الأوضاع في أفغانستان، مشيرًا إلى أن الوضع إذا لم يتم حله "سيؤثر أيضًا على الولايات المتحدة والعديد من الدول الأخرى".
بعد مؤتمر صحفي في البرلمان الأوروبي ندد فيه مسعود بالتدخل الباكستاني وتدخل طالبان والقاعدة، دعا أسامة بن لادن إلى تجنيد متطوعين "للتعامل مع أحمد شاه مسعود". خطط أيمن الظواهري وأبو هاني المصري، الناشطين في تنظيم القاعدة، للعملية في معسكر تدريبهم في أفغانستان التي كانت تحت سيطرة طالبان آنذاك، تم استقدام مهاجمين تونسيين من أوروبا هما عبد الستار دهماني ورشيد بوعري إلى أفغانستان حيث تم تزويدهما بكاميرا تلفزيونية مسروقة وحزام بطاريات مليء بالمتفجرات.
تم نقل منفذوا العملية بواسطة طالبان إلى وادي بنجشير بتخطيط مزيف لمقابلة صحفية نظمها الظواهري والمصري عبر طائرة هليكوبتر للانضمام إلى مسعود في مقره في خواجة بهاء الدين. بعد عدة محاولات فاشلة لتحديد موعد اللقاء وافق مسعود أخيرًا على إجراء المقابلة. أثناء الجلسة وبعد طرح أسئلة حول إدانته لأسامة بن لادن فجّر بوعوير القنبلة، مما أدى إلى إصابة مسعود بجروح قاتلة. ورغم نقله السريع بطائرة مروحية إلى عيادة عسكرية في طاجيكستان، أُعلن عن وفاته فور وصوله.
لفت توقيت اغتيال أحمد شاه مسعود الانتباه بشكل كبير، حيث وقع قبل يومين فقط من هجمات 11 سبتمبر في الولايات المتحدة. وعلى الرغم من أن منفذي الهجوم لم يخططوا لتحديد التاريخ بشكل دقيق، إذ انتظروا لأسابيع حتى يتمكن مسعود من تخصيص وقت لإجراء المقابلة المزعومة، إلا أن الجدل لا يزال قائمًا حول ما إذا كان أسامة بن لادن وأيمن الظواهري قد خططا لاغتيال مسعود بهدف إضعاف التحالف الشمالي قبل أحداث 11 سبتمبر، والتي أعقبتها مشاركة الولايات المتحدة في حملة للإطاحة بنظام طالبان.
كشف تقرير استخباراتي أميركي جرى رفع السرية عن جزء منه في نوفمبر 2001 أن جهاز الاستخبارات التابع لمسعود "حصل على معرفة محدودة بشأن نوايا أسامة بن لادن وتنظيمه الإرهابي القاعدة لتنفيذ هجوم إرهابي ضد الولايات المتحدة بحجم أكبر من تفجير سفارتي الولايات المتحدة في كينيا وتنزانيا عام 1998."
على الرغم من إعلان تنظيم القاعدة مسؤوليته عن العملية، فإن الجدل لا يزال قائمًا حول الادعاءات المتعلقة بدعم خفي أو تواطؤ من قبل وكالة الاستخبارات الباكستانية في اغتيال أحمد شاه مسعود.

## الخلفية

### انقلاب أفغانستان عام 1973
المقالات الرئيسة: انقلاب 1973في أفغانستان وجمهورية أفغانستان (1973–1978)
في يوليو 1973، أُطيح بآخر وأطول الملوك حكمًا في أفغانستان، محمد ظاهر شاه، في انقلاب غير دموي قاده ابن عمه ورئيس وزرائه محمد داود خان. وبعد نفي ظاهر شاه إلى إيطاليا، أعلن داود خان نهاية مملكة أفغانستان واستبدالها بجمهورية أفغانستان، وأعلن نفسه رئيسًا للبلاد.
سعى داود خان، مع تركيزه على القومية الأفغانية، إلى تحقيق مهام ضخمة تمثلت في إدارة المناطق القبلية البشتونية التي تتميز باستقلاليتها الشديدة، وإعادة توحيد الفصائل المتناحرة (الخُلقيين والبرشميين) في الحزب الشيوعي الأفغاني، وتقليل النفوذ السوفيتي في أفغانستان، متبعًا مبادئ حركة عدم الانحياز.

### انقلاب أفغانستان عام 1978

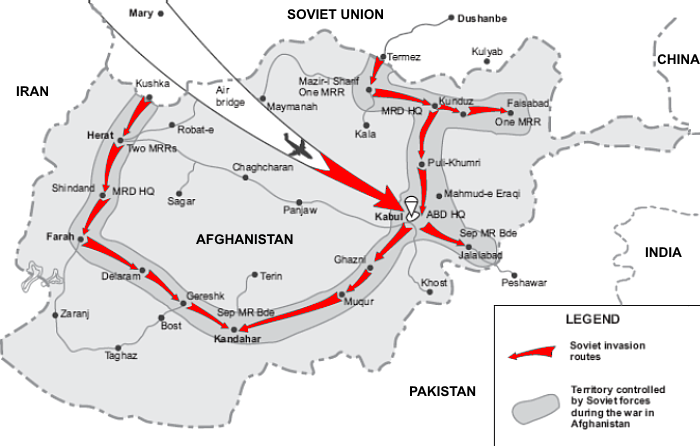
خريطة الغزو السوفييتي، ديسمبر 1979

المقالات الرئيسة: ثورة ثور وجمهورية أفغانستان الديمقراطية
في أبريل 1978، تم استبدال محمد داود خان في انقلاب نفذه ضباط عسكريون يساريون (شيوعيون) من فصيل "خُلق" الشيوعي بقيادة نور محمد تركي. سارعت الحكومة الشيوعية الجديدة، رغم افتقارها للشعبية، إلى إقامة علاقة وثيقة مع الاتحاد السوفيتي للحصول على دعمه، مما خالف سياسة عدم الانحياز التي انتهجها داود.
أدت سياسات تركي الشيوعية، التي شملت القيام بإصلاحات زراعية واسعة، وتطهيرًا دمويًا للمعارضين من قبل الشرطة السرية، وإصلاحات اجتماعية جذرية، إلى اندلاع تمرد عنيف من قبل المحافظين اجتماعيًا ودينيًا المناهضين للشيوعية. تزامن ذلك مع صراع داخلي بين فصيلي "خلق" و"البرشميين" داخل الحكومة الشيوعية.
توحدت الجماعات الحضرية والقبلية المعارضة لحكومة تركي حول قيم إسلامية مشتركة، متبنية رؤية للجهاد ضد الحكومة الماركسية اللينينية الملحدة، وأصبحوا يُعرفون جماعيًا "بالمجاهدين".

### الحرب السوفيتية الأفغانية
المقالات الرئيسة: الحرب السوفيتية في أفغانستان وعملية سايكلون (الإعصار)
خشية من التمرد، وقّع الرئيس الأفغاني نور محمد تركي ونائب رئيس الوزراء حفيظ الله أمين في ديسمبر 1978 معاهدة صداقة مع موسكو لضمان وعد بالتدخل العسكري السوفيتي في حال خشيت الحكومة من الإطاحة بها. وفي منتصف عام 1979، ومع تصاعد انتفاضة المجاهدين، أرسل الاتحاد السوفيتي قوات محدودة إلى قاعدة بغرام الجوية شمال العاصمة كابول، مما دفع وكالة الاستخبارات المركزية الأمريكية إلى بدء تقديم دعم غير عسكري لحركة المجاهدين. ومع تدهور الأوضاع بشكل سريع، وإعدام أنصار أمين للرئيس تركي مما أثار غضب موسكو، اجتاح الاتحاد السوفيتي أفغانستان في محاولة لإنقاذ الحكومة الشيوعية الوليدة التي كانت تواجه خطر السقوط.
لمواجهة الغزو السوفيتي لأفغانستان في ديسمبر 1979، والذي غالبًا ما يوصف بأنه انعكاس لتسليح السوفييت للفيت كونغ خلال الحرب الأمريكية في فيتنام، أطلقت الولايات المتحدة عملية سايكلون (الإعصار) (التي تم توثيقها في كتاب وفيلم "حرب تشارلي ويلسون")، والتي هدفت إلى تسليح حركة المجاهدين ضد الاتحاد السوفيتي وحكومته الشيوعية في أفغانستان.
في أواخر الثمانينيات، وبعد فشل السوفييت في قمع تمرد المجاهدين، ومع تعرضهم لخسائر فادحة وعدم قدرتهم على السيطرة الإقليمية خارج المناطق الحضرية والطريق الدائري، ومع اقتراب انهيار الاتحاد السوفيتي بعد عامين فقط، انسحبت القوات السوفيتية من أفغانستان في هزيمة سياسية كبيرة.

### الحرب الأهلية الأفغانية

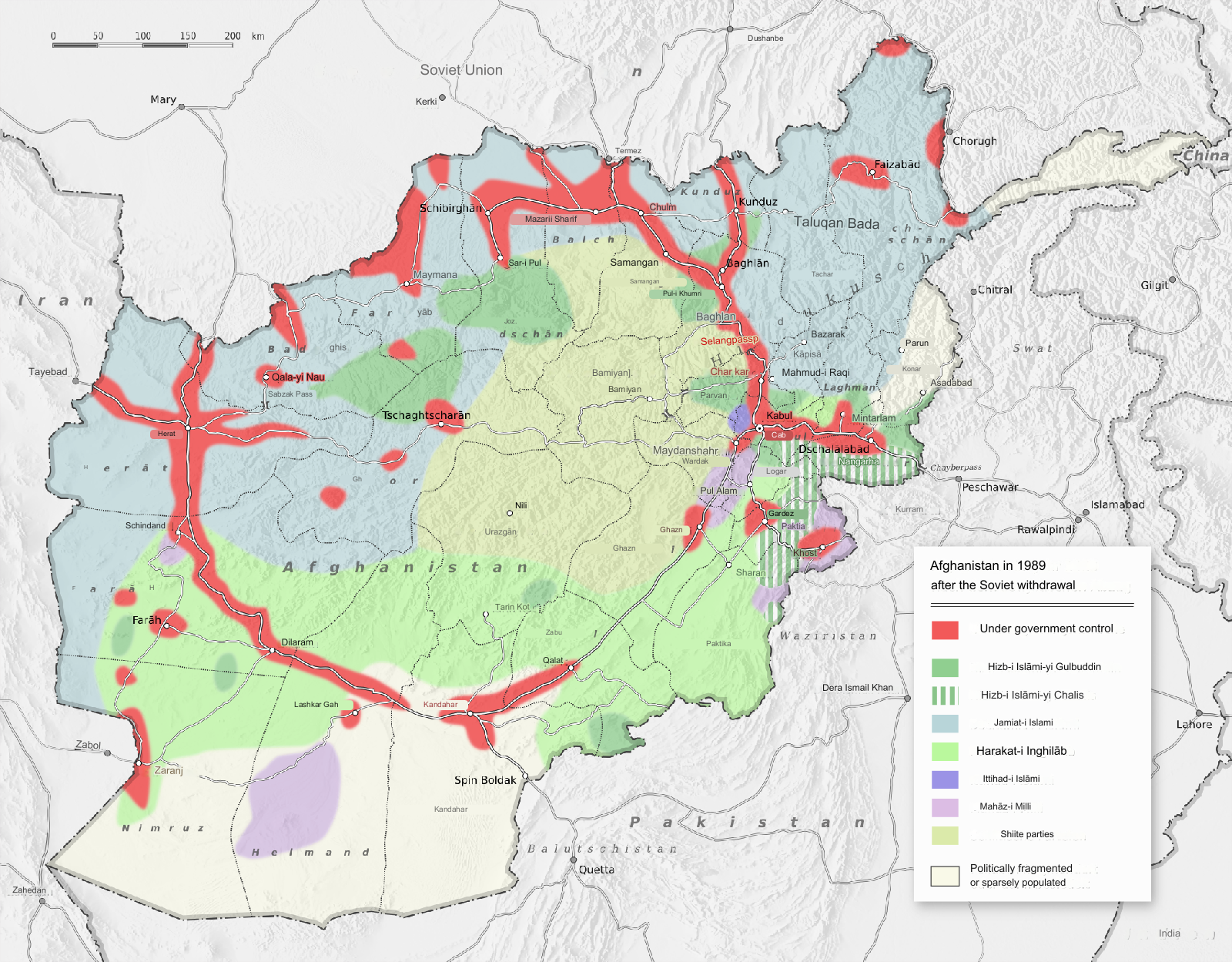
خريطة أفغانستان بعد انسحاب السوفييت

المقالات الرئيسة: الحرب الأهلية الأفغانية (1989–1992) والحرب الأهلية الأفغانية (1992–1996)
بعد انسحاب القوات السوفيتية من أفغانستان في ديسمبر 1989، واصل المجاهدون الأفغان حملتهم ضد حكومة الحزب الديمقراطي الشعبي الأفغاني الشيوعية حتى انهيارها عام 1992. أدى الفراغ السياسي الناجم عن سقوط الحكومة الشيوعية إلى دخول أفغانستان في حرب أهلية ثانية بين الفصائل المسلحة المتمردة، وأبرزها "الجمعية الإسلامية" الطاجيكية-البشتونية بقيادة برهان الدين رباني، و"الحزب الإسلامي (جناح حكمتيار)" بقيادة قلب الدين حكمتيار. قامت هذه الفصائل، التي يقودها زعماء الحرب، بقصف عنيف للمناطق الحضرية الأفغانية، وكان نصيب العاصمة كابول هو الأكبر.
بعد أن قاتل ضد حكومة داود خان، وحكومة تركي الشيوعية، والقوات السوفيتية في أفغانستان، وكذلك الحكومة الشيوعية المتبقية من قاعدته في وادي بنجشير، انضم أحمد شاه مسعود إلى "الجمعية الإسلامية" بقيادة رباني كقائد عسكري، حيث حصل على لقب "أسد بنجشير".
خلال الحرب السوفيتية-الأفغانية وعملية سايكلون التي قادتها وكالة الاستخبارات المركزية الأمريكية، لعبت القوات المسلحة الباكستانية وجهاز استخباراتها دورًا بارزًا في دعم الجماعات الإسلامية السياسية من المجاهدين. سعت الحكومة الباكستانية تحت حكم محمد ضياء الحق إلى إقامة حكومة إسلامية ذات هيمنة بشتونية في أفغانستان المجاورة، تكون مرتبطة بسياسة باكستان الخارجية الموجهة نحو الإسلام وداعمة للبشتون، مقابل عدوتها الرئيسية الهند ذات التوجه العلماني والداعم للطاجيك. وعلى الرغم من الدعم الذي استمر لأكثر من عقد كالجماعة المفضلة لدى جهاز الاستخبارات الباكستاني لتولي السلطة في كابول، فشل "الحزب الإسلامي (جناح حكمتيار)" في كل محاولة للسيطرة على العاصمة، وخسر دعم الشعب بسبب قصفه الدموي والمستمر للمدينة.

### صعود طالبان
انظر أيضًا: تاريخ طالبان
بعد أن فقدت الاستخبارات الباكستانية ثقتها في جماعة قلب الدين حكمتيار، وبدافع رغبتها في فتح طرق التجارة البرية في آسيا الوسطى عبر أفغانستان (التي كانت جزءًا من طريق الحرير)، تحولت إلى دعم حركة طالبان الناشئة التي بدت واعدة. كونها حركة بشتونية، محافظة، ديوبندية، وإسلامية، جذبت طالبان في قندهار اهتمام الاستخبارات الباكستانية بعد أن أظهرت قدرتها على السيطرة على معبر سبين بولداك الحدودي، الذي كان تحت سيطرة مجموعة من المجاهدين الذين فرضوا رسوم عبور غير رسمية على الطرق الأفغانية. مع فتح الطريق أمام الشاحنات الباكستانية، زاد دعم الاستخبارات الباكستانية لطالبان، لتحل محل جماعة حكمتيار كأكثر الفصائل تفضيلًا لدى باكستان لتولي السلطة في أفغانستان. بعد السيطرة على سبين بولداك، استولت طالبان على مطار قندهار، ومدينة قندهار في نوفمبر 1994، ومدينة هراة غربًا في عام 1995.
مع تصاعد تهديد طالبان لكابول، وحدت جماعة "الجمعية الإسلامية" بقيادة رباني ومسعود صفوفها مع مجموعات مجاهدين أخرى في كابول والشمال لتشكيل "الجبهة الإسلامية المتحدة لإنقاذ أفغانستان"، المعروفة باسم "الجبهة المتحدة" أو (في الغرب) "تحالف الشمال". ورغم تحقيقها لعدد من النجاحات التكتيكية ضد طالبان، أجبر أحمد شاه مسعود على سحب قواته شمالًا إلى وادي بنجشير، تاركًا العاصمة كابول لطالبان في عام 1996.

### مقاومة التحالف الشمالي
انظر أيضًا: التحالف الشمالي ودولة أفغانستان الإسلامية
بسط التحالف الشمالي سيطرته على الجزء الشمالي من أفغانستان، لا سيما وادي بنجشير شمال كابول ومدينة مزار الشريف في الشمال الغربي. تم الاعتراف بتحالف الشمال من قبل داعميه (الهند، إيران، روسيا، طاجيكستان، تركمانستان، الولايات المتحدة، وأوزبكستان) باعتباره الحكومة الشرعية والممثلة لأفغانستان، على الرغم من كونها حكومة منفية، مع برهان الدين رباني كرئيس وأحمد شاه مسعود كوزير للدفاع. وفي مواجهة حكام أفغانستان الفعليين، طالبان المدعومين من باكستان، استمر أحمد شاه مسعود في التنديد علنًا بالتدخل الباكستاني في شؤون أفغانستان.
بعد سلسلة من الهجمات الإرهابية الدولية، منها تفجيرات فندق عدن عام 1992، تفجير مركز التجارة العالمي عام 1993، تفجير سيارة القوات الأمريكية في الرياض عام 1995، وتفجيرات سفارتي الولايات المتحدة في نيروبي ودار السلام عام 1998، بالإضافة إلى تفجير المدمرة الأمريكية "يو إس إس كول" في اليمن في أكتوبر 2000، أصبحت عدة حكومات قلقة بشكل خاص من استضافة طالبان بعد عام 1996 لأسامة بن لادن ومعسكرات تدريب القاعدة التابعة له. عقب تفجيرات سفارات شرق إفريقيا، نفذت الولايات المتحدة عملية "الرد اللانهائي"، حيث قصفت أهداف القاعدة في السودان (حيث أقام بن لادن قبل عام 1996) وأفغانستان.
في أوائل عام 2001، وقبل هجمات الحادي عشر من سبتمبر في الولايات المتحدة، كانت وكالة الاستخبارات المركزية الأمريكية، وجهاز البحث والتحليل الهندي، والحرس الثوري الإيراني، وخدمة الأمن القومي الطاجيكية تعقد اجتماعات روتينية مع أحمد شاه مسعود في أفغانستان لتنسيق الدعم للتحالف الشمالي ضد طالبان والقاعدة.

## خطاب ستراسبورغ
في 2 أبريل 2001 أعلنت رئيسة البرلمان الأوروبي نيكول فونتين أنها وجهت دعوة لأحمد شاه مسعود، واصفة إياه بـ"نائب رئيس الدولة الإسلامية في أفغانستان"، لزيارة ستراسبورغ في فرنسا، لمناقشة قضايا حقوق الإنسان في ظل حكم طالبان، بما في ذلك تهميش النساء والعنف ضدهن، وتدمير تماثيل بوذا باميان، وهو الحدث الذي وقع قبل شهر من ذلك الوقت. تضمنت الزيارة، التي تمت في 5 أبريل 2001 وكانت الأولى لمسعود إلى أوروبا، اجتماعًا مع فونتين، ورئيس مجلس الشيوخ الفرنسي كريستيان بونسليه، ورئيس الجمعية الوطنية الفرنسية ريمون فورني بالإضافة إلى مؤتمر صحفي في البرلمان الأوروبي، حيث حظي بتصفيق حار من الحضور.
لم تكن دعوة فونتين خالية من المعارضة داخل الحكومة الفرنسية، وكان أبرزها من وزير الخارجية الفرنسي هوبير فيدرين، الذي سبق أن التقى بثلاثة من وزراء طالبان، لكنه وافق في النهاية على عقد اجتماع قصير على الإفطار مع مسعود قبل المؤتمر الصحفي.

### أسامة بن لادن وأيمن الظواهري

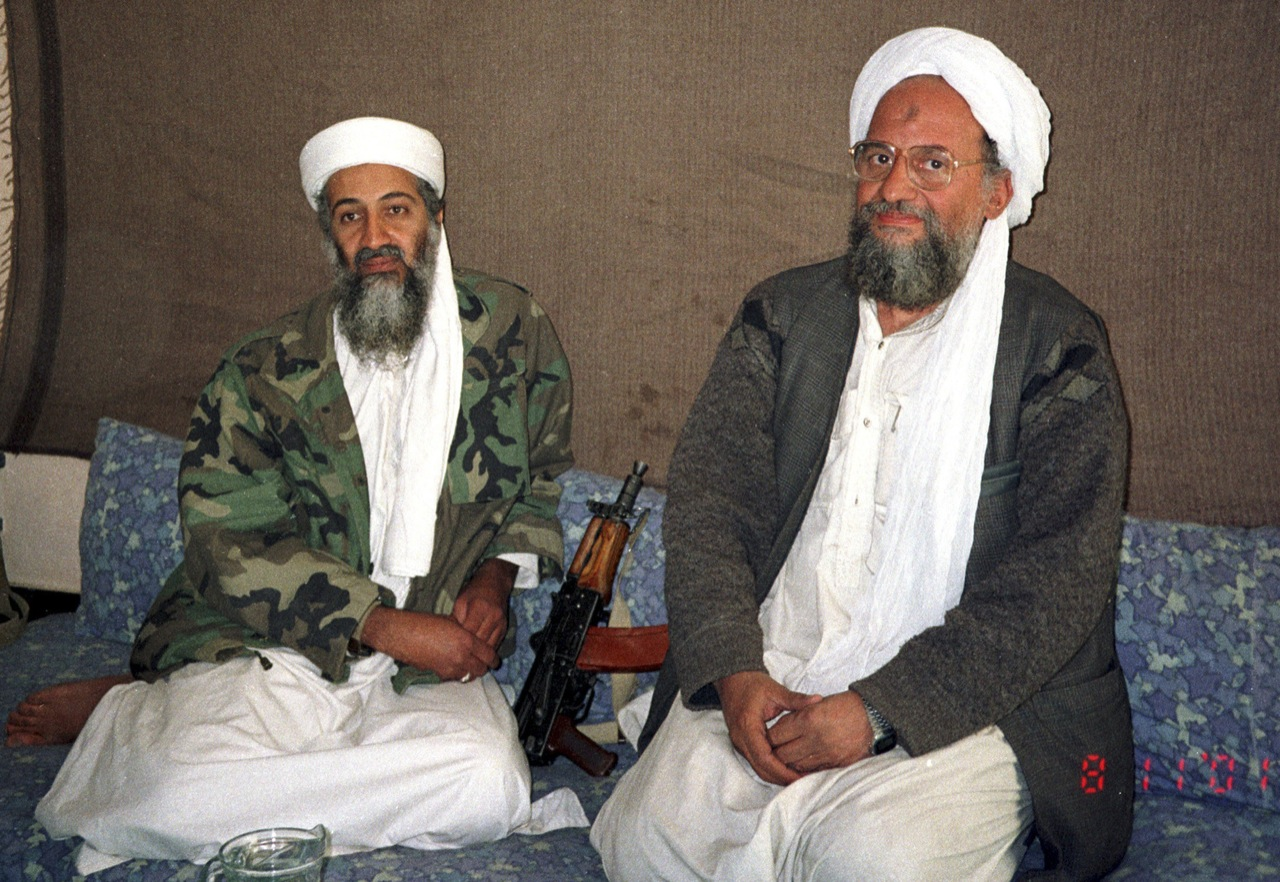
أسامة بن لادن وأيمن الظواهري

خلال المؤتمر الصحفي دعا مسعود إلى تقديم مساعدات إنسانية للأفغان وإجراء انتخابات ديمقراطية، لكنه ركز بشدة على الحديث عن داعمي طالبان الأجانب، بما في ذلك المملكة العربية السعودية، وعلى وجه الخصوص جهاز الاستخبارات الباكستاني. حذر مسعود من خطر تصاعد التطرف الإسلامي في أفغانستان، مشيرًا إلى الدعم العسكري والسياسي والاقتصادي الكبير الذي قدمته الاستخبارات الباكستانية للجماعات الإسلامية المتشددة في أفغانستان بعد الانسحاب السوفيتي، بما في ذلك طالبان، ومنذ عام 1996، أسامة بن لادن والمقاتلين الأجانب في تنظيم القاعدة.

وأشار مسعود تحديدًا إلى بن لادن، محذرًا من أنه يمثل تهديدًا لأفغانستان والعالم بأسره، بالأخص الولايات المتحدة، وهو تحذير وُصف لاحقًا بأنه "نبوءة" بعد هجمات 11 سبتمبر بعد أشهر.
"وراء الوضع بأكمله في أفغانستان، وكل هذه الجماعات المتطرفة، يوجد النظام في باكستان، وخاصة الجزء العسكري منه وجهاز استخباراته، الذي يدعم جميع هذه الجماعات المتطرفة... رسالتي إلى الرئيس جورج دبليو بوش هي كما يلي: إذا لم تُعِد السلام إلى أفغانستان، وإذا لم يساعَد الشعب الأفغاني، فمن المؤكد أن مشكلة أفغانستان ستؤثر أيضًا على الولايات المتحدة والعديد من الدول الأخرى... أهدافهم ليست محدودة بأفغانستان. إنهم يعتبرون أفغانستان المرحلة الأولى نحو تحقيق هدف طويل الأمد في المنطقة وخارجها."

— أحمد شاه مسعود، مؤتمر صحفي في البرلمان الأوروبي (أبريل 2001)
في وقت لاحق، علقت فونتين على قرارها بدعوة أحمد شاه مسعود قائلة:
"بصفتي رئيسة أكبر برلمان ديمقراطي في العالم، يمثل 380 مليون مواطن، أشعر بتضامن كامل مع المقاومة ضد أكثر أشكال التعصب كراهية... كنا نتوقع أن نرى زعيم حرب. ما وجدناه كان شخصًا يسعى لحل سياسي، كمهندس سلام حقيقي. لن أنسى ذلك اليوم أبدًا."

#### رد بن لادن
ردًا على الانتقادات العلنية لمسعود، قال أسامة بن لادن لأتباعه، وفقًا لأبو جندل (حارس شخصي سابق لبن لادن):
"من سيأخذ على عاتقه التعامل مع أحمد شاه مسعود من أجلي؟ لأنه آذى الله وأبناءه."

أضاف أبو جندل أن "بضعة إخوة تطوعوا لاغتيال مسعود على أمل أن يُجازوا خيرًا من الله."

## التحضيرات للهجوم

### المنفذون
كان منفذا العملية عربيين تونسيين: عبد الستار دحمان (39 عامًا) منتحلًا اسم كريم توزاني، وراشد بوعري الوائر (31 عامًا) منتحلًا اسم قاسم بقالّي. تم تكليف دحمان بقيادة العملية ولعب دور المحاور، بينما كان الوائر مسؤولًا عن تشغيل الكاميرا.
وُلد عبد الستار دحمان في 27 أغسطس 1962 في مدينة قابس الساحلية، سادس أكبر مدينة في تونس. نشأ دحمان في بلدة جندوبة الفقيرة شمال غربي البلاد قبل أن ينتقل إلى العاصمة تونس لمتابعة دراسة الصحافة. وُصف دحمان من قِبل أساتذته بأنه طالب هادئ، في الجامعة وقع في حب زميلة له تُدعى ساندي غال، وصفها كاتب سيرة مسعود، بأنها "فتاة تونسية جميلة جدًا ذات شعر بني طويل". انتقل دحمان وحبيبته إلى بلجيكا حيث حصلا على إقامة وتزوجا هناك.
حاول دحمان إكمال دراسته في ثلاث جامعات، بما في ذلك جامعة لوفان الكاثوليكية المرموقة في بلجيكا والناطقة بالفرنسية، لكنه فشل في التخرج من أي منها. مع قلة فرصه لإكمال تعليمه أو العثور على عمل مستقر، كاد دحمان أن يفقد إقامته البلجيكية، مما جعله هدفًا مناسبًا لكي يُجنَّد في تنظيم القاعدة من منتصف إلى أواخر التسعينيات.
اقترح عليه طارق معروف، وهو متطرف إسلامي تونسي مقيم في أوروبا كانت مجموعته مسؤولة لاحقًا عن محاولة تفجير كاتدرائية ستراسبورغ عام 2000، الانضمام إلى الجهاد في أفغانستان. علاوة على ذلك قدّم له الشيخ السوري بسام عياشي، رئيس المركز الإسلامي البلجيكي في سينت-يانس-مولينبيك الذي كان يتردد عليه دحمان، زوجته المغربية الأصل مليكة العرود، التي أصبحت لاحقًا واحدة من أبرز الجهاديين على الإنترنت في أوروبا، وعقد قرانهما بعد ثلاثة أشهر.
مع غياب المال والعمل، أصبح دحمان أكثر تطرفًا في معتقداته: أطلق لحيته، تخلى عن الملابس الغربية، رفض مصافحة النساء، امتنع عن الكحول، بل وغادر مأدبة عائلية عندما اكتشف أن شقيقه مسلم شيعي.
لا يُعرف الكثير عن راشد بوعري الوائر، لكنه وُصف بأنه "أكبر حجمًا وأقوى، أشبه بمُلاكِم".

### الاستيلاء على كاميرا التصوير

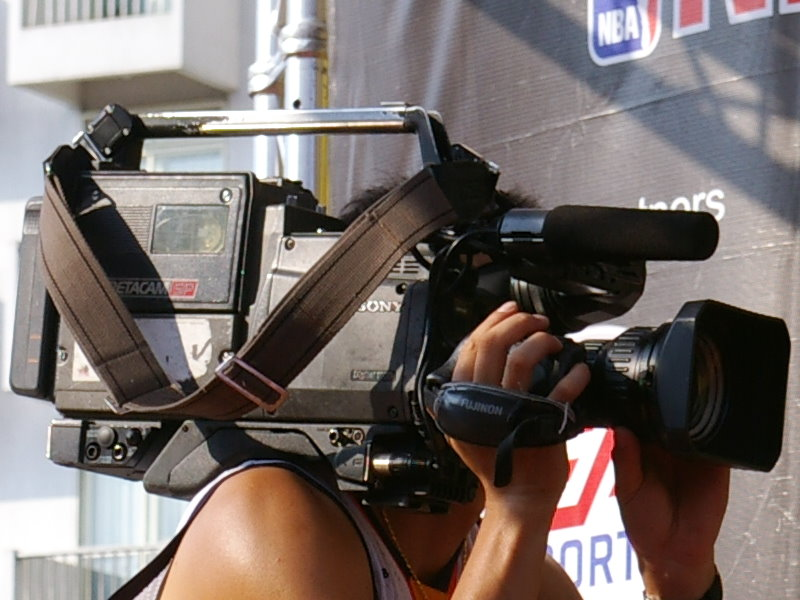
كاميرا الفيديو سوني بيتاكام

في 24 ديسمبر 2000 كان جان بيير فينسينديت يصوّر زينة عيد الميلاد في واجهات المتاجر بمدينة غرونوبل جنوب شرق فرنسا لصالح قناة تي أف 1، عندما تعرض للتهديد من قبل خمسة أفراد وسرقت كاميرته من طراز سوني بيتاكام (Sony Betacam BVW-200 AP). لاحق فينسينديت الجناة لتسجيل رقم لوحة سيارتهم قبل إبلاغه الشرطة عن السرقة.
وفقًا لوحيد مزدة، نُقلت الكاميرا المسروقة مع مجموعة من مستلزمات المكاتب، إلى مدينة كويته بباكستان ثم عبر معبر سبين بولدك–شامان الحدودي إلى المكتب الثقافي لتنظيم القاعدة في قندهار بأفغانستان. وأوضح مزدة، الذي عمل في وزارة الخارجية لإمارة أفغانستان الإسلامية (طالبان) بعد 1996 وحضر اجتماعات بين حكومة طالبان وأسامة بن لادن، أن أبا هاني المصري والصحفيين الاثنين قاموا بتفريغ الكاميرا بعناية بحضور بن لادن وأيمن الظواهري وأبو حفص الكبير وسيف العدل ومحفوظ ولد الوالد. لاحقًا، نشر مزدة على فيسبوك أنه لم يفهم سبب أهمية الصحفيين أو لماذا كان التعامل مع الكاميرا بهذه الحذر إلا بعد اغتيال أحمد شاه مسعود.
أغلقت الشرطة الفرنسية قضية سرقة الكاميرا في مايو 2001 دون توصلها إلى نتيجة. ولكن بعد اغتيال مسعود، تلقى فينسينديت اتصالًا من مكتب التحقيقات الفيدرالي الأمريكي يُبلغه بأنه تم العثور على الكاميرا محطمة، حيث طابقت الشرطة الرقم التسلسلي للكاميرا المسروقة مع ملف القضية.
علم فينسينديت لاحقًا أن السيارة المستخدمة في الجريمة لم تكن مسروقة، بل كانت مملوكة لشخص من بلدة في مقاطعة روسيون والذي "اختفى". وفي 10 سبتمبر 2021، نشرت صحيفة لو دوفينيه ليبيري الفرنسية بثًا صوتيًا تضمن مقابلة مع فينسينديت تحدث فيها عن ليلة سرقة الكاميرا وفترة الاكتئاب التي مر بها بعد اكتشاف كيفية استخدام كاميرته في اغتيال أحمد شاه مسعود.

### ترتيب المقابلة
في يوليو 2001 بعد حوالي ثلاثة أشهر من خطاب أحمد شاه مسعود أمام البرلمان الأوروبي، كتب أيمن الظواهري، المؤسس المشارك لتنظيم القاعدة والرجل الثاني في التنظيم آنذاك، رسالة احتيالية بلغة فرنسية ركيكة موجهة إلى مسعود، يدعي أنها من المركز الإسلامي للمراقبة في لندن، تطلب ترتيب مقابلة مع صحفيين اثنين لإجراء مقابلة معه.
في الشهر نفسه، تلقى الزعيم البشتوني والحليف المقرب لمسعود، عبد الرسول سياف، مكالمة هاتفية غير متوقعة من أبو هاني المصري، وهو عضو بارز في مجلس شورى القاعدة وأحد أصدقائه من الحرب السوفيتية-الأفغانية. زعم أبو هاني أنه يتصل من البوسنة وطلب المساعدة في ترتيب مقابلة لصحفيين عربيين مع مسعود.
تم العثور على الرقم الهاتفي الذي استخدمه أبو هاني للاتصال بسياف مكتوبًا على وثيقة كانت بحوزة بوعري الوائر، الشخص الذي كان من المفترض أن يكون مصور العملية. وبتتبع الرقم، اكتشف مسؤولو الاستخبارات الأمريكية أن المكالمة لم تأتِ من البوسنة، كما ادعى أبو هاني، بل أتت من قندهار، حيث كانت تُخطط القاعدة لكل من هجمات 11 سبتمبر واغتيال مسعود.
بعد هجمات 11 سبتمبر، سافر أبو هاني المصري إلى ماليزيا حيث تم اعتقاله في عام 2005 وتسليمه إلى مصر. سُجن لمدة ست سنوات في عهد الرئيس المصري حسني مبارك. لكن تم الإفراج عنه مع آلاف آخرين خلال فترة حكم جماعة الإخوان المسلمين في مصر. فرّ أبو هاني إلى سوريا وانضم إلى حركة أحرار الشام كقائد بار، متحالفًا مع فرع القاعدة في سوريا، حتى قُتل في غارة أمريكية بطائرة بدون طيار في فبراير 2017 في إدلب.

## رحلة القتلة

### معسكر دارونتا

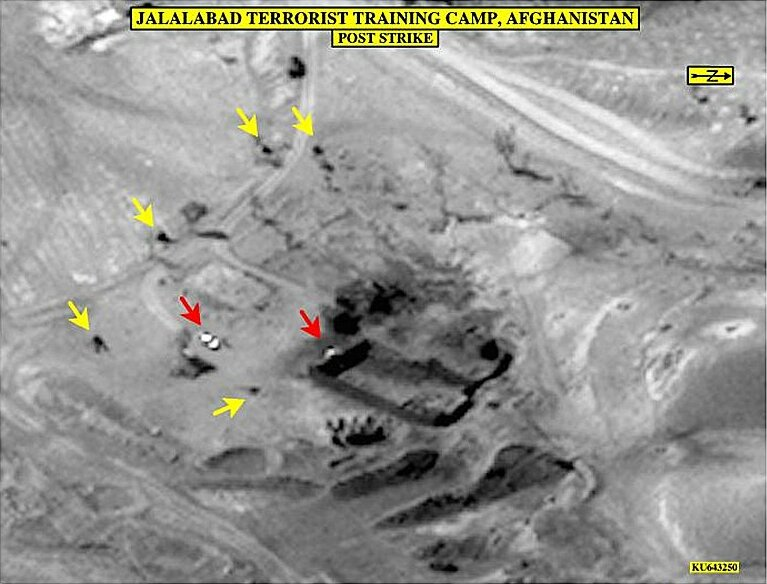
منتج استخباراتي أمريكي عن معسكر دأرونتا

كان عبد الستار دحمان في مرحلة صعبة من حياته عندما نصحه صديقه التونسي طارق معروف، الذي أصبح لاحقًا مؤسسًا لـ"الجماعة التونسية المقاتلة"، بالسفر إلى أفغانستان للجهاد. وبتشجيع من زوجته المتطرفة مليكة العرود قرر دحمان أن يسافر أولاً على أن تلحق به زوجته في وقت لاحق. قام بمساعدتهم التونسي البلجيكي عادل تبرسقي الذي كان يؤدي مهام لوجستية لصالح تنظيم القاعدة من خلال توفير الأموال وتذاكر السفر اللازمة. حصل دحمان وزميله راشد بوعري الوائر على جوازات سفر بلجيكية مسروقة من القنصلية البلجيكية في ستراسبورغ ومن السفارة البلجيكية في لاهاي، وباستخدام هذه الجوازات حصلا على تأشيرات دخول متعددة صالحة لمدة عام إلى باكستان، يُفترض أنها صادرة عن المفوضية العليا الباكستانية في لندن.
بعد أيام استقل دحمان وبوعري الوائر رحلة جوية من مطار هيثرو في لندن إلى مطار إسلام آباد الدولي، ومن هناك سافرا برًا عبر ممر خيبر ومعبر تورخم الحدودي إلى ولاية ننكرهار في أفغانستان. استقر الاثنان في معسكر دارونتا لتدريب القاعدة الذي يقع على بعد بضعة أميال خارج عاصمة الولاية جلال آباد. كان المعسكر مخصصًا لتدريب المجندين على استخدام الأسلحة والمتفجرات بالإضافة إلى تدريبات اللياقة البدنية.
في يناير 2001 انضمت مليكة العرود إلى زوجها في معسكر دارونتا حيث وفر لهم تنظيم القاعدة منزلًا للإقامة. في أغسطس 2001، قبل شهر من اغتيال أحمد شاه مسعود، أخبر دحمان زوجته أنه سيغادر قريبًا، موضحًا أنه تم تكليفه بكاميرا وسيتم إرساله كصحفي للإبلاغ من داخل معسكر مسعود. وأضاف قائلًا: "ربما لن أعود من الجبهة".

### وادي بنجشير

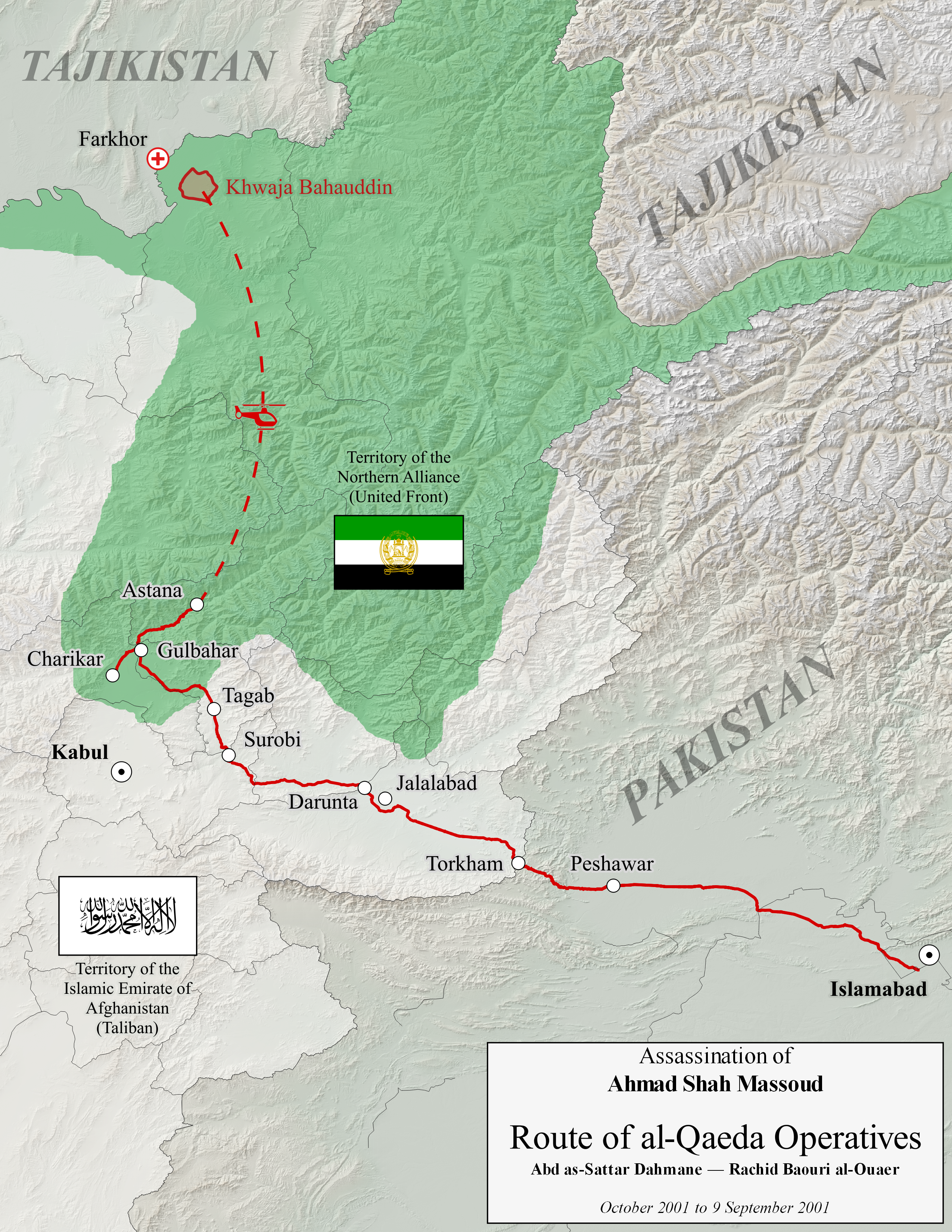
الطريق الذي استخدمه منفذا عملية الاغتيال.

في 12 أغسطس 2001 غادر دحمان والوائر معسكر التدريب في دارونتا متجهين في الاتجاه الشمالي الغربي عبر الأراضي التي يسيطر عليها طالبان إلى وادي بنجشير الذي تسيطر عليه قوات التحالف الشمالي. اختارا طريقًا بديلًا من سوروبي عبر وادي تغاب حتى وصلا إلى منطقة غلبهار، أحد مداخل وادي بنجشير، حيث غادرهما مرافقيهما من طالبان واستقبلهما المجاهدون البنجشيريون. بعد أن وافق أحمد شاه مسعود مسبقًا على إجراء المقابلة بناءً على الرسالة المزورة التي أرسلها أيمن الظواهري لعبد الرسول سياف مدعيًا أنها من مركز المراقبة الإسلامي بلندن، أمر قائد التحالف الشمالي المسؤول عن تلك المنطقة، بسم الله خان، بتوفير سيارة للعرب. ومن نقطة التفتيش الأولى تم نقلهم إلى نقطة تفتيش ثانية حيث تم إدخالهم إلى مكتب سياف. وفقًا لعمر الله صالح، طلب العرب من السائق البنجشيري أن يقود السيارة بحذر لتجنب إتلاف معداتهم. بعد ذلك، أقام العرب مع القائد بسم الله خان في منطقة شاريكار بولاية بروان، حيث رتب لهم جولة لزيارة خطوط التحالف الشمالي الأمامية في بنجشير.
بعد أكثر من أسبوع على وصول العرب، أجروا مقابلات مع كبار قادة التحالف الشمالي، بما في ذلك أحمد شاه مسعود، والرئيس برهان الدين رباني، وقائد الشيعة سيد مصطفى كاظمي، وزعماء البشتون حاجي عبد القدير وعبد الرسول سياف، الذين كانوا جميعًا مجتمعين في مكتب سياف. وفقًا لأحمد جمشيد، السكرتير الشخصي لأسرة مسعود وابن عمه: "كانوا (العرب) دائمًا يسألون سياف، 'نود أن نجري مقابلة مع مسعود، أين هو مسعود، متى يمكننا رؤيته؟'". فشل العرب في مقابلة أحمد شاه مسعود على الرغم من حضوره الاجتماع.
بعد عدة أيام كان العرب يتجهون شمالًا عبر وادي بنجشير حيث أقاموا في بيت ضيافة مخصص لكبار الزوار، والذي كان يُستخدم لاستقبال شخصيات بارزة، بما في ذلك مسؤولو وكالة الاستخبارات المركزية الأمريكية في بعض الأحيان.

### الرحلة بالمروحية إلى تخار
مع عودة أحمد شاه مسعود إلى مقره الرئيسي في خواجة بهاء الدين في ولاية تخار الشمالية، سمع دحمان الكاتب البريطاني المتجول ماثيو ليمينغ يتحدث عبر هاتف فضائي، اقترب منه دحمان وسأله إن كان يعرف أحمد شاه مسعود. وعندما أجاب ليمينغ بالإيجاب، قال دحمان: "نحن نصور فيلمًا وثائقيًا عن أفغانستان، ونحتاج إلى الصعود على متن مروحية إلى خواجه بهاء الدين. هل لديك رقم [هاتف] الجنرال مسعود؟"، فرد ليمينغ بشرح أسباب عدم نشر مسعود رقمه علنًا على الأرجح.
في ظل وتيرة عملياتية عالية، كان مسعود يسافر ذهابًا وإيابًا بين مقره الخلفي في خواجه بهاء الدين حيث يلتقي بمسؤولي وكالة المخابرات المركزية والمخابرات الهندية ومسؤولين طاجيك وداعمين أجانب آخرين، ويعود إلى وادي بنجشير حيث يجتمع مع قادته الميدانيين. قبل مغادرته أحد مواقعه في بنجشير دعا مسعود العرب للانضمام إليه في رحلة المروحية شمالًا إلى تخار، لكنهم تأخروا في ترتيب أمتعتهم وفاتتهم الرحلة. يعتقد عمر الله صالح أن هذا التأخير كان بسبب محاولاتهم ضبط أو تعديل القنبلة.
بعد أن فاتتهم رحلة المروحية الأولى شمالًا، ركب العرب رحلة مروحية ثانية بعد يومين برفقة صحفيين فرنسيين، بمن فيهم فرانسواز كوس التي التقطت صورة لبوعري الوائر أثناء محاولته تغطية وجهه بيده اليمنى. لاحقًا ذكرت كوس أنها شكّت في الرجلين وحققت مع دحمان بالفرنسية. قال لها دحمان إنه يمثل وكالة معلومات عن العالم العربي مقرها "في لندن — لكنها مستقلة عن الحكومات والدول." وعندما سألته "من يمولكم؟"، أجاب: "لا أعرف. أنا مجرد صحفي بسيط. ليس لدي وصول إلى هذه النوعية من المعلومات. هذه الأمور تبقى سرية." ذكرت راكبة أخرى على متن الطائرة هي الأستاذة الفرنسية الأفغانية شكرية حيدر أن حراس الأمن البنجشيريون أجروا عمليتي تفتيش غاضبتين لأمتعة وملابس العرب، لكنهم لم يجدوا شيئًا.

### في خواجه بهاء الدين
انتظر العرب تسعة أيام في خواجه بهاء الدين بفارغ الصبر للحصول على فرصة لإجراء مقابلة مع أحمد شاه مسعود. خلال هذه الفترة، أقاموا مع إدوارد جيرارديت مراسل صحيفة زا كريستيان ساينس مونيتور، الذي أعرب عن شكوكه تجاههم. ذكر جيرارديت أنه سأل ضابط استخبارات التحالف الشمالي عاصم سهيل عن هوية العرب وأصولهم. أطلعه سهيل على الرسالة المزورة التي كتبها أيمن الظواهري. لاحقًا كتب جيرارديت أنه لم يسمع قط عن المنظمة المذكورة في الرسالة وأن العرب حاولوا لأسابيع ترتيب مقابلة مع مسعود. أثناء انتظارهم، خرج العرب بزعمهم لتصوير لقطات حول خواجه بهاء الدين. لكن عندما كان جيرارديت يسألهم عن تقدم التصوير، كانوا دائمًا يردون بإجابات متشائمة وغير متحمسة.

## الاغتيال

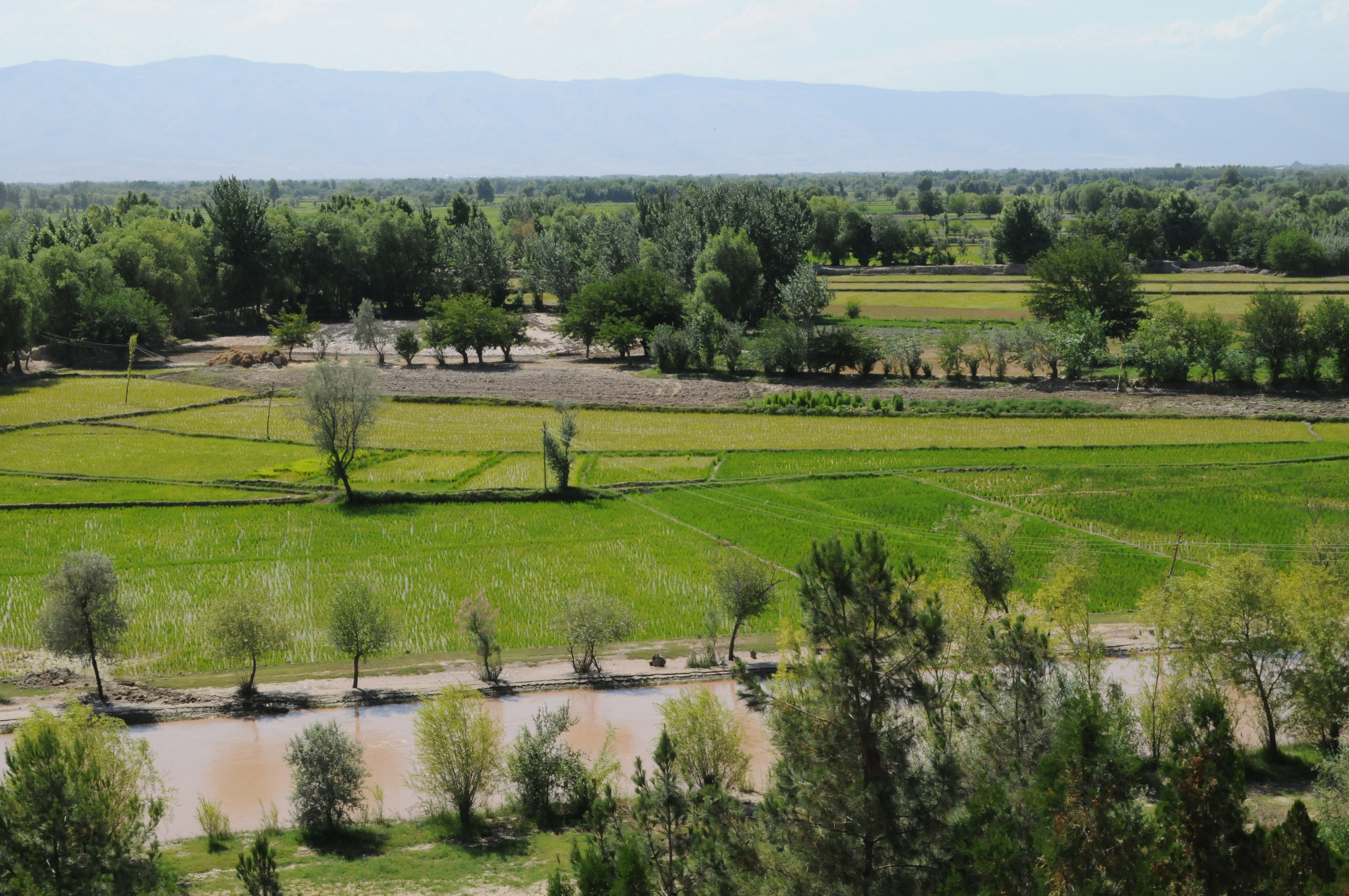
خواجه بهاء الدين في تخار

صباح يوم 9 سبتمبر 2001 وبعد أن قضى أحمد شاه مسعود ليلة متأخرة يقرأ أشعار الشاعر الفارسي حافظ مع صديقه المقرب مسعود خليلي، استيقظ على تقارير عن نشاطات لطالبان في سهل شمالي. كان مسعود قد خطط في البداية للسفر بطائرة مروحية إلى مدينة شاريكار للقاء القائد بسم الله خان وتقييم الوضع الميداني، ولكن وردت تقارير جديدة تفيد بانخفاض وتيرة نشاط طالبان، مما دفع مسعود إلى تغيير خطته وزيارة القوات في منطقة خواجه بهاء الدين بدلاً من ذلك.
أثناء توجه مسعود إلى خواجه بهاء الدين مر بالقرب من دار ضيافة خان خليلي التي أقام بها دحمان والواعر. وكان المنزل الذي تبلغ مساحته حوالي 9 × 7 أمتار يُستخدم لعقد الاجتماعات مع الضيوف المهمين. قرر مسعود إجراء المقابلة هناك، وأرسل حراسه الشخصيين إلى المقر الرئيسي ودخل المنزل في حوالي الساعة 11:00 إلى 11:30 صباحًا.
في الداخل، وجد خليلي يتلقى إحاطة من رئيس الاستخبارات لديه، المهندس عارف. أخبر مسعود خليلي أنهم سيجرون المقابلة مع الصحفيين العرب قبل التوجه شمالاً إلى نهر جيحون (آمو داريا) الذي يشكل الحدود الشمالية لأفغانستان مع أوزبكستان وطاجيكستان.

### المقابلة
عُقدت المقابلة في غرفة بالطابق العلوي بحضور عدة أشخاص، منهم مسعود، وخليلي، والضابط البروتوكولي المهندس عاصم، ورئيس الاستخبارات المهندس عارف، والسكرتير الشخصي جميل، بالإضافة إلى محمد فهيم دشتي، الذي كان مرافقًا ومصورًا مقربًا من مسعود. دخل الصحفيان العربيان الغرفة، واعتذر مسعود عن التأخير. سأل عبد الستار دحمان، الذي كان يقوم بدور الصحفي المحاور، قائلًا: "إنجليزيتي ليست جيدة، هل يمكنك التحدث بالفرنسية؟" وعندما أُجيب بالنفي، تحول دحمان إلى التحدث بإنجليزية مكسرة، وترجم خليلي حديثه إلى اللغة الدرية لمسعود.
عندما سأل خليلي دحمان عن الجهة التي يمثلها، زعم الأخير أنه يعمل لصالح المركز الإسلامي في لندن. أبدى خليلي شكوكه وحذر مسعود قائلًا: "إنه ليس صحفيًا"، لكن مسعود أشار بيده لمواصلة الحديث.
طلب مسعود مراجعة قائمة الأسئلة مسبقًا. قدم له دحمان ورقة تحتوي على 15 سؤالًا، كان من بينها 8 أو 9 أسئلة عن أسامة بن لادن. لاحقًا، ذكر خليلي عدة أسئلة ضمن إفادته للشرطة البريطانية، منها:
1. "إذا سيطرت على كابول، ماذا ستفعل بأسامة؟"
2. "إذا قبضت على أسامة، ماذا ستفعل به؟"
3. "لماذا قلت إن أسامة مسلم سيئ في فرنسا؟" (في إشارة إلى خطاب مسعود أمام البرلمان الأوروبي)
4. "لماذا تقول إن هناك فرقًا بين الإسلام المعتدل والإسلام المتشدد؟"
5. "لماذا لا تعتبره [أسامة] قائدًا؟"

بعد مراجعة الأسئلة بهدوء، أخبر مسعود خليلي باللغة الدارية بأنه جاهز. نقل خليلي الرسالة إلى الصحفيين العرب، مما دفع بوعري الواعر، الذي كان يؤدي دور المصور إلى تجهيز الحامل الثلاثي والكاميرا. لاحظ خليلي أن الواعر وضع الحامل الثلاثي على مسافة نصف متر (1.5 قدم) فقط، وهي مسافة قريبة جدًا للتصوير بشكل صحيح. رغم ذلك، ضحك مسعود عندما أزاح الواعر الطاولة بعنف لتحريك المعدات.
أثناء استعداد مسعود للحديث، أعطى خليلي تعليماته الأخيرة: "قل له أن يطرح السؤال." سأل دحمان: "ما هو الوضع في أفغانستان؟" وبينما بدأ خليلي بترجمة الكلمة الأولى، فجّر بوعري الواعر الحزام الناسف المخبأ في بطارية الكاميرا، مما أسفر عن مقتله وإصابة مسعود بجروح خطيرة.

## العواقب الفورية
مزق الانفجار جسدي منفذي العملية العرب إلى أشلاء، وأصاب شظاياه أحمد شاه مسعود بجروح خطيرة في منطقة الصدر والجزء الأمامي من جسده، مما تسبب في نزيف شديد. رغم أن مسعود كان الأقرب إلى مركز الانفجار، إلا أن صديقه ومستشاره المقرب مسعود خليلي، الذي كان جالسًا إلى يمينه قد أصيب بإصابات بالغة أفقدته وعيه، وأدت إلى فقدان البصر في إحدى عينيه وفقدان السمع في إحدى أذنيه.
ظن حراس مسعود في البداية أن الانفجار جزء من غارة جوية لطالبان، فهرعوا إلى الطابق العلوي ليجدوا مسعود ملقى على الأرض ينزف. وفقًا للتقارير، طلب مسعود من الحراس البحث عن صديقه ومستشاره خليلي قبل تقديم المساعدة له شخصيًا. هرع رئيس استخبارات مسعود، المهندس عارف، وسكرتيره الشخصي جميل إلى الطابق العلوي حيث رأوا الحراس يحملون مسعود، الذي كان قد فقد جزءًا من إصبعه البنصر في اليد اليمنى، إلى الطابق السفلي. تم نقله بسيارة تويوتا لاند كروزر إلى مهبط طائرات قريب لإجلائه طبيًا. نُقل مسعود والجرحى الآخرون إلى طائرة مروحية كانت قد هبطت للتو وكانت لا تزال في حالة تشغيل كاملة. حلقت الطائرة بهم شمالًا، متجاوزة الحدود الأفغانية إلى طاجيكستان، إلى مستشفى ميداني في بلدة فارخور الحدودية.
فارخور، وهي بلدة طاجيكية صغيرة يبلغ عدد سكانها حوالي 25,300 نسمة، تستضيف قاعدة جوية كانت قد استخدمتها جناح البحث والتحليل الهندي بشكل سري منذ خمس سنوات قبل اغتيال مسعود. تفاوضت الوكالة مع الحكومة الطاجيكية تحت قيادة الرئيس إمام علي رحمن ووزير الخارجية طلباك نظاروف، لاستخدام القاعدة كمركز لجمع المعلومات الاستخبارية وتقديم المساعدات الطبية وإمداد التحالف الشمالي الذي يقوده مسعود بالإمدادات العسكرية. عند وصول المروحية إلى فارخور، تم نقل مسعود والجرحى الآخرون إلى العيادة الميدانية السرية التي كانت تديرها الهند، حيث هبطت المروحية في حديقة المستشفى. هناك، أعلن طبيب هندي وفاة مسعود فور وصوله، مشيرًا إلى أنه توفي بعد دقائق قليلة من الانفجار.

## إخفاء خبر وفاة مسعود

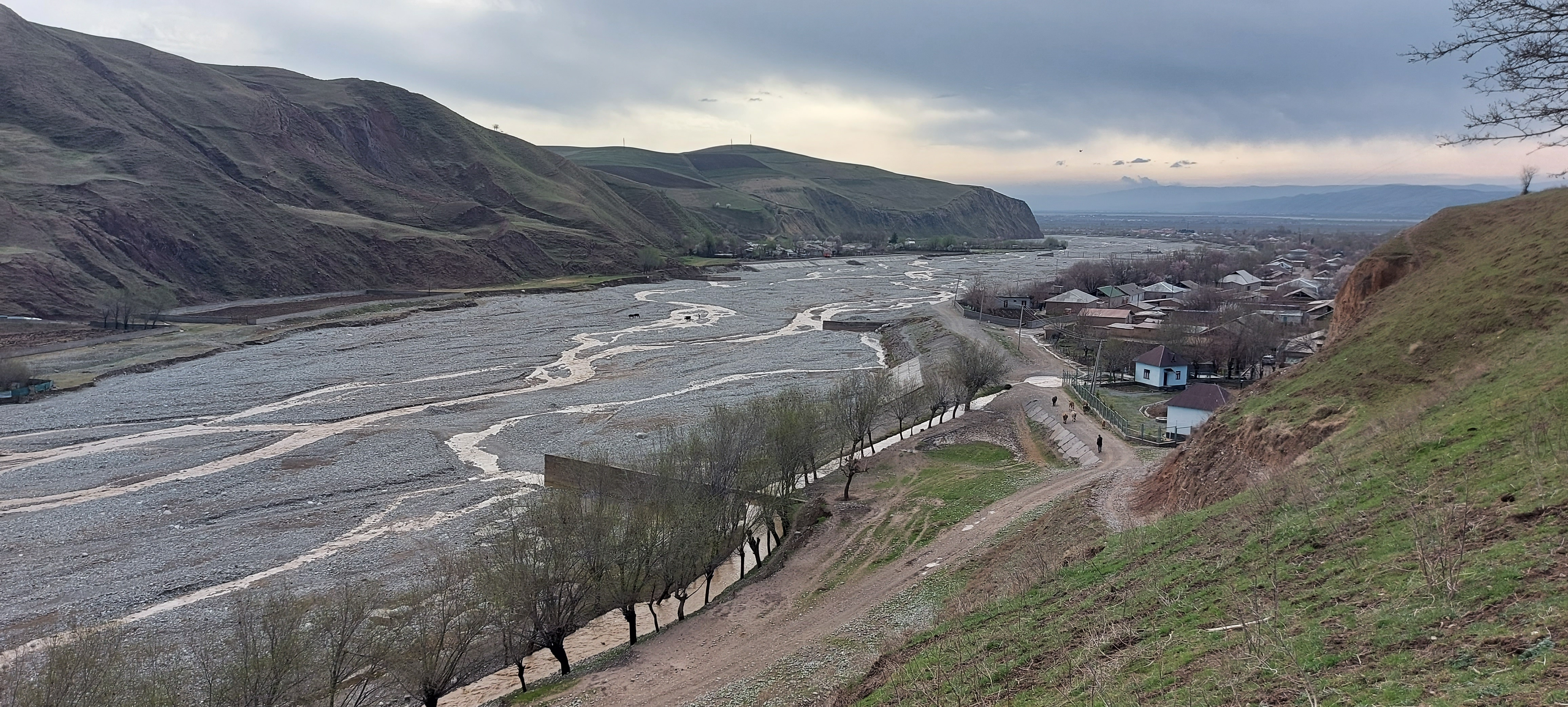
كولاب، طاجيكستتان

تم نقل جثمان أحمد شاه مسعود شمالًا إلى مدينة كولاب، حيث اجتمع زملاؤه سرًا مع قادة آخرين من الدائرة المقربة لتحديد الخطوة التالية. أجرى المهندس عارف اتصالًا هاتفيًا عبر الأقمار الصناعية مع الجنرال فهيم خان القائد العسكري الأعلى لمسعود، قائلاً: "حدث شيء لخالد"، وهو الاسم الرمزي الذي استخدموه للإشارة إلى مسعود، مع توجيهات حول كيفية الوصول إلى المستشفى في كولاب. كما أجرى ابن شقيق مسعود اتصالًا مع أمر الله صالح، مختصرًا في تقديم تفاصيل حول ضرورة الوصول إلى المستشفى. قرر المهندس عارف وقادة آخرون من بنجشير أن تبقى وفاة مسعود سرية بشكل مؤقت على الأقل، خشية أن تستغل طالبان الخبر وتسبب انهيارًا في صفوف مقاتلي التحالف الشمالي في وادي بنجشير.
ظهر أمر الله صالح أولًا في كلوب حيث انضم إلى أربعة أو خمسة من قادة مسعود حول جثمانه. ثم وصل القائد الأعلى فهيم خان يليه المهندس عارف، وعضو في جهاز استخبارات طاجيكستان، لجنة الأمن القومي للدولة، يليه ضابط من الحرس الثوري الإيراني، وعبد الله عبد الله وهو طبيب ومستشار للسياسة الخارجية لمسعود تم استدعاؤه من رحلة إلى نيودلهي. أثناء النقاش حول كيفية إبقاء خبر وفاة مسعود سرًا، اقترح ضابط الحرس الثوري أن يتم نقل جثمان مسعود سرًا إلى مدينة مشهد في إيران، حيث يمكن "إخفاء خبر وفاته لمدة شهر أو ستة أشهر أو ما تحتاجونه." كما قال. اقترح البعض إعادة جثمان مسعود إلى بنجشير، فيما اقترح ضابط الاستخبارات الطاجيكية استخدام المشرحة القريبة لبضعة أيام، وهو الاقتراح الذي تم الاتفاق عليه في النهاية.
اتصل زملاء مسعود بالرئيس الأفغاني السابق برهان الدين رباني، الذي كان يعيش في محافظة بدخشان الشمالية الشرقية، لإبلاغه بوفاة مسعود. وافق رباني بسرعة مع زملاء مسعود على إبقاء الخبر سرًا، واقترح وصفه بأنه "مصاب بجروح طفيفة" وأنه يتلقى العلاج في مستشفى بطاجيكستان. كما وافق رباني على تعيين الجنرال فهيم خان خلفًا لمسعود كقائد عسكري للتحالف الشمالي.

## إبلاغ الشركاء الدوليين

خاطفو طائرات الركاب التابعين لتنظيم القاعدة يصطدمون ببرجي مركز التجارة العالمي

بعد اتخاذ القرارين الحاسمين بتعيين الجنرال فهيم خان خليفة لمسعود وإخفاء خبر وفاته، تم الاتفاق على إبلاغ الحقيقة للحكومات الست التي تقدم الدعم الأساسي لتحالف الشمال في مواجهة طالبان وهم: الولايات المتحدة عبر وكالة الاستخبارات المركزية، روسيا عبر جهاز الأمن الفيدرالي، إيران عبر فيلق القدس التابع للحرس الثوري الإيراني ووزارة الاستخبارات، الهند عبر جهاز البحث والتحليل، طاجيكستان عبر لجنة الأمن القومي للدولة، أوزبكستان عبر جهاز الأمن الوطني.
تم تكليف أمر الله صالح بإبلاغ وكالة الاستخبارات المركزية. اتصل صالح برئيس مركز مكافحة الإرهاب ريتش بلي عبر خط مشفر، ونقل صالح الرسالة التي شملت أن تحالف الشمال سيستمر في المقاومة، قائلاً:
"إذا كانت المقاومة ضد طالبان والقاعدة تعني شيئًا لكم، فنحن قادرون على الصمود والقتال، وسنقاتل. ولكن إذا كنتم تدعمون القائد مسعود فقط، فهو لم يعد بيننا. للتعويض عن خسارته، نحتاج إلى دعم أكبر مما كان عليه الوضع في حياته."
كما شدد على ضرورة الحفاظ على سرية وفاة مسعود لتجنب انهيار خطوط تحالف الشمال العسكرية. أبلغ بلي البيت الأبيض بالأمر، لكن بعد ساعات قليلة، بدأت الأخبار في الانتشار، استنادًا إلى تسريبات من مسؤولين مجهولين في إدارة بوش.
في اليوم التالي لاغتيال مسعود، وقبل يوم واحد من هجمات 11 سبتمبر 2001، حضر أسامة بن لادن وأيمن الظواهري تجمعًا لتأبين والد وزير داخلية طالبان السابق. خلال التجمع تباهى اثنان من أعضاء القاعدة بمقتل مسعود أمام نائب وزير الداخلية لطالبان، الملا محمد خاكسر، مؤكدين أن الأمر جاء مباشرة من بن لادن.
في 11 سبتمبر، نفذت القاعدة هجمات مدمرة أسفرت عن سقوط آلاف الضحايا، مما أدى إلى بدء حرب عالمية على الإرهاب بدأت بالغزو الأمريكي لأفغانستان.

### التغطية الإعلامية الدولية
في 10 سبتمبر، كانت بي بي سي أول وسيلة إعلامية كبرى تناقش خبر الاغتيال، مشيرة إلى أن مسعود "أصيب بجروح"، نشرت نيويورك تايمز تقريرًا بعنوان "تضارب التقارير حول مصير قائد المقاومة ضد طالبان" في قسمها الدولي يوم 11 سبتمبر، وأشارت إلى تقارير استخباراتية تعتقد أن مسعود قد توفي.في 14 سبتمبر 2001 تأكدت وفاة مسعود علنًا عبر تصريح وزير الخارجية الفرنسي هوبير فيدرين لوكالة الأنباء الفرنسية.

## التحقيقات الرسمية

### اسكتلاند يارد
بناءً على طلب شقيق أحمد شاه مسعود وسفير أفغانستان لدى لندن أحمد ولي مسعود، أطلقت شرطة اسكتلاند يارد تحقيقًا رسميًا في عملية الاغتيال. بررت الشرطة البريطانية ولايتها القضائية بسبب إقامة ياسر السري في لندن. السري، الذي حصل على حق اللجوء السياسي في بريطانيا عام 1994 بعد صدور حكم بالإعدام غيابيًا عليه لمحاولته اغتيال رئيس الوزراء المصري عاطف صدقي، كان معروفًا لدى الأجهزة الأمنية البريطانية بصفته صديقًا مقربًا من أيمن الظواهري أحد مؤسسي تنظيم القاعدة.
كان السري يقيم في لندن، حيث ظهر توقيعه على رسالة مزورة من الظواهري زعمت أن منفذي الهجوم أعضاء في مركز المراقبة الإسلامية الذي كان رأسها لسري.
سافرت فرق من اسكتلاند يارد إلى كابول لإجراء مقابلات وتصوير الأدلة. وعلى الرغم من اعتقال السري من قبل السلطات البريطانية، طلب الرئيس الباكستاني برويز مشرف بهدوء من بريطانيا إسقاط القضية، وهو ما حدث. لا يزال هذا التدخل يثير الشكوك حول تورط أو تواطؤ باكستان في عملية الاغتيال.

### بلجيكا
في 26 نوفمبر 2001 اعتقلت الشرطة البلجيكية والفرنسية 14 شخصًا بتهم تتعلق بالارتباط بأسامة بن لادن. تم توجيه اتهامات لستة منهم بينما أُطلق سراح الآخرين. في 30 سبتمبر 2003 أدانت محكمة في بروكسل طارق معروف، الذي شجع منفذ الهجوم عبد الستار دحمان على السفر إلى أفغانستان للجهاد بالسجن لمدة ست سنوات بتهمة المساعدة في اغتيال مسعود من خلال تورطه في شبكة تزوير جوازات سفر. في فبراير 2005 وُجِّهت اتهامات إلى مليكة العرود، أرملة عبد الستار دحمان، وزوجها الثاني معز قارسلاوي بتهمة ارتباطهما بتنظيم القاعدة. رغم دعم العرود العلني للتنظيم وإدارتها منتدى إلكترونيًا لنشر إعلانات ودعاية القاعدة، تم تبرئتها من التهم. في يونيو 2007 أُدين قارسلاوي بالتحريض على العنف ودعم منظمات إجرامية، بينما أُدينت العرود بالمساعدة والتآمر معه. في ديسمبر 2008 أُلقي القبض على العرود مرة أخرى، وفي مايو 2010، أُدينت بتهمة قيادة "مجموعة إرهابية مرتبطة بتنظيم القاعدة". تضمنت أنشطتها الرئيسية تجنيد مقاتلين في بلجيكا وفرنسا وتسهيل سفرهم إلى أفغانستان.

### فرنسا
تمكنت الشرطة الفرنسية بفضل الرقم التسلسلي الذي قدمه الصحفي الفرنسي جان بيير فينسونديت من التعرف على الكاميرا المستخدمة في عملية الاغتيال والتي تبين أنها كانت مسروقة من فينسونديت في ديسمبر 2000.
في 18 مايو 2005 حكمت محكمة فرنسية على ثلاثة مقيمين في فرنسا هم عادل تبورسي، عبد الرحمن أميرود، ويوسف العوني بالسجن لمدة تتراوح بين 2 إلى 7 سنوات لتقديمهم دعمًا لوجستيًا لمنفذي الاغتيال، بما في ذلك تمويل العمليات وتوفير جوازات سفر مسروقة. وُصف الرجال الثلاثة بأنهم جزء من شبكة تابعة لتنظيم القاعدة مقرها فرنسا، وكانت الشبكة تدرب عناصرها في غابة فونتين بلو جنوب باريس وفي جبال الألب الفرنسية وساحل نورماندي. برّأت المحكمة اثنين آخرين من المشتبه بهم، هما إبراهيم كيتا وأزدين سايه.
خلال التحقيق، الذي أوضح القاضي أنه ليس تحقيقًا مباشرًا في اغتيال مسعود، اعترف تبورسي (41 عامًا) بتمويل سفر عبد الستار دهمان إلى أفغانستان، لكنه نفى معرفته بهدف العملية (اغتيال مسعود). في 7 أغسطس 2006 تم ترحيل تبورسي إلى تونس بعد تلقي السلطات الفرنسية ضمانات من الحكومة التونسية بمعاملته معاملة إنسانية. ومع ذلك، أثارت منظمات حقوقية مثل منظمة العفو الدولية وهيومن رايتس ووتش مخاوف من تعرضه للتعذيب على يد الشرطة التونسية. عند وصوله إلى العاصمة التونسية تم استجوابه لفترة وجيزة من قبل شرطة الحدود وأُطلق سراحه على الفور.

### جمهورية أفغانستان
في أبريل 2003 أنشأ الرئيس الأفغاني حامد كرزاي لجنة خاصة برئاسة وزير الداخلية الأفغاني آنذاك علي أحمد جلالي للتحقيق في اغتيال أحمد شاه مسعود. لكن لا تتوافر معلومات واضحة حول نتائج عمل اللجنة أو ما إذا كانت قد اجتمعت فعليًا.

### الولايات المتحدة
في نوفمبر 2001 أصدرت وكالة استخبارات الدفاع الأمريكية تقريرًا جزئيًا حول اغتيال أحمد شاه مسعود تم الكشف عن بعض محتوياته عبر طلب حرية المعلومات. قام التقرير بتحليل العلاقة بين اغتيال مسعود والهجمات الإرهابية في 11 سبتمبر التي وقعت بعد أيام. أشار التقرير إلى أن جهاز استخبارات مسعود كان قد جمع معلومات حول هجوم مخطط له من قبل أسامة بن لادن، يُتوقع أن يكون أكبر من تفجيرات السفارات الأمريكية في شرق إفريقيا عام 1998، لكن هناك تفاصيل رئيسية في التقرير لا تزال خاضعة للسرية.
اقتباس من التقرير:
"من خلال جهود استخبارات التحالف الشمالي، حصل القائد الراحل مسعود على معلومات محدودة حول نوايا السعودي الثري، أسامة بن لادن، وتنظيمه الإرهابي القاعدة، لتنفيذ عمل إرهابي ضد الولايات المتحدة بحجم أكبر من تفجيرات السفارات الأمريكية في كينيا وتنزانيا [محذوف]. في أبريل 2001، خاطب مسعود البرلمان الفرنسي والأوروبي في باريس. وفي خطابه المتلفز حذر الحكومة الأمريكية بشأن أسامة بن لادن [محذوف].
على الرغم من أن القائد مسعود كان يقاتل قوات طالبان للسيطرة على أفغانستان، إلا أنه لم يكن يُشكّل تهديدًا لبن لادن أو تنظيم القاعدة. بالنسبة لمسعود، كان بن لادن مجرد مواطن سعودي منفي في أفغانستان بسبب تحديه لشرعية النظام الملكي السعودي. بعد الهجمات الإرهابية على السفارات الأمريكية في إفريقيا، وبعد حصول قواته على معلومات استخباراتية حول هجمات مستقبلية لبن لادن، بدأ مسعود في تحذير الغرب من خطر بن لادن والقاعدة [محذوف]."

— تقرير: اغتيال مسعود مرتبط بهجمات 11 سبتمبر 2001

## اتهامات بالتورط الباكستاني

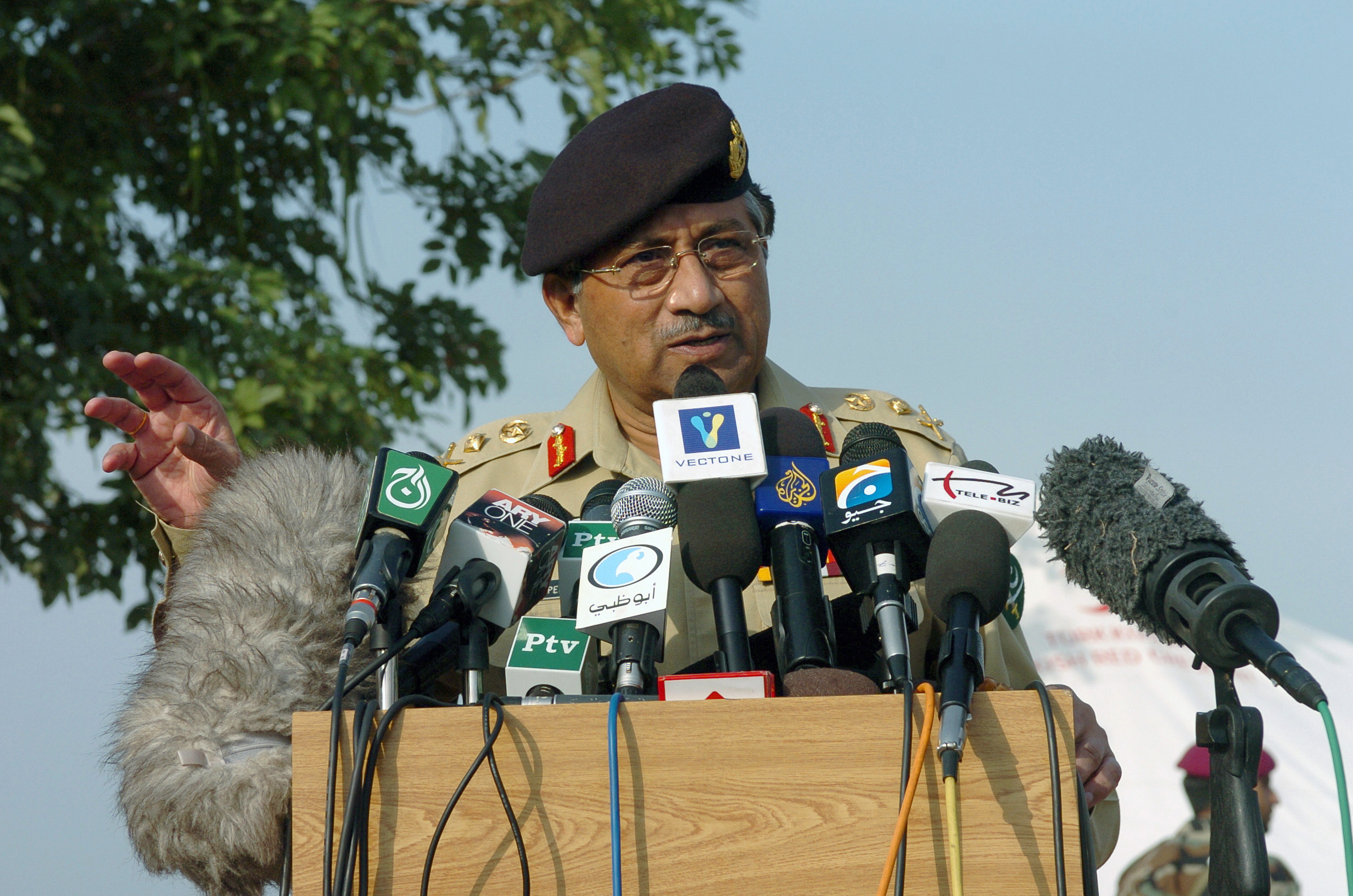
الرئيس الباكستاني الجنرال برويز مشرف

المقالة الرئيسة: نشاطات الاستخبارات الداخلية في أفغانستان
واجهت وكالة الاستخبارات الباكستانية مزاعم مستمرة بالتورط أو العلم المسبق باغتيال أحمد شاه مسعود رغم عدم وجود أدلة قاطعة. تستند هذه المزاعم إلى عدة عوامل، منذ عام 1994 كانت الاستخبارات الباكستانية من الداعمين الرئيسيين لحركة طالبان حيث قدمت الدعم العسكري والمالي واللوجستي في حربها ضد التحالف الشمالي بقيادة مسعود. جعل هذا الدعم مسعود عقبة كبيرة أمام الأهداف الاستراتيجية لباكستان في أفغانستان. كان تاريخ الاستخبارات الباكستانية في دعم الجماعات الجهادية في جنوب آسيا، بما في ذلك تنظيم القاعدة، موثق بشكل جيد. ويرى المحللون أن هذه الروابط قد تكون سهلت التعاون أو العلم المسبق بالمخطط لاغتيال مسعود. بالإضافة إلى ذلك انتقد مسعود علنًا تدخل باكستان في الشؤون الأفغانية ودعمها لطالبان. قد تكون هذه المعارضة جعلت إزالته ميزة استراتيجية للاستخبارات الباكستانية لتحقيق أهدافها الأوسع في المنطقة، كما حافظ مسعود على علاقة تعاونية مع الهند، الخصم الإقليمي لباكستان. كانت وكالة الاستخبارات الهندية تدعم التحالف الشمالي ضد طالبان، مما وفر لباكستان حافزًا إضافيًا لإضعاف مسعود. طلب باكستان من الحكومة البريطانية وقف تحقيق سكوتلاند يارد في اغتيال مسعود أثار شكوكًا،. ويرى المنتقدون أن هذا التدخل قد يشير إلى تورط أو علم بالمؤامرة.

### تصريحات شخصيات رئيسية

#### مسعود خليلي
وصف مستشار مسعود المقرب، خليلي، اعتقاده بأن أسامة بن لادن والاستخبارات الباكستانية كانا وراء الاغتيال. وفيما كان يتعافى في المستشفى بعد الهجوم، كتب خليلي:
"كان بن لادن يسعى لإقامة نفوذ ديني في أفغانستان وآسيا الوسطى، وهو ما عارضه مسعود. وبالمثل، كانت الاستخبارات الباكستانية تبحث عن عمق استراتيجي في المنطقة، وكان مسعود عقبة كبيرة أمام كلا الهدفين."

#### ساندي غال
أشار كاتب سيرة مسعود، ساندي غال، إلى أدلة ظرفية تشير إلى تورط الاستخبارات الباكستانية. وأكد على أن القتلة حصلوا على تأشيرات دخول متعددة لمدة عام إلى باكستان - وهو أمر نادر للصحفيين الزائرين - وسافروا لاحقًا إلى إسلام أباد. نقل غال عن مسؤول استخباراتي أفغاني سابق قوله:
"من دون الاستخبارات الباكستانية، لم يكن بالإمكان حدوث هذا الأمر... إذا لم يكونوا متورطين، فلماذا أوقفوا تحقيق سكوتلاند يارد؟"

#### مؤيدون آخرون
من بين المؤيدين لهذه النظرية:
- أحمد ولي مسعود، شقيق أحمد شاه وسفير أفغانستان السابق لدى لندن.
- محمد فهيم دستي، زعيم التحالف الشمالي ولاحقًا الجبهة الوطنية للمقاومة.[72]
- أمر الله صالح، نائب رئيس أفغانستان الأول ورئيس استخباراتها الأطول خدمة، والذي ألقى أيضًا باللوم على الاستخبارات الباكستانية.[73]

### الرد الباكستاني
في عام 2001 نفت عتيه محمود نائب المفوض الباكستاني في لندن الادعاءات،قائلة إن التأشيرات الباكستانية التي استخدمها المنفذون "لا بد أنها مزورة". وأكدت أن هذه التأشيرات لم تصدر عن القنصليات الباكستانية في بريطانيا.
رغم النفي فإن الجمع بين الأدلة الظرفية والسياق التاريخي وتصريحات الشخصيات البارزة أبقى المزاعم ضد الاستخبارات الباكستانية حاضرة في النقاشات حول اغتيال مسعود.

## إحياء ذكرى أحمد شاه مسعود

### القبر والدفن

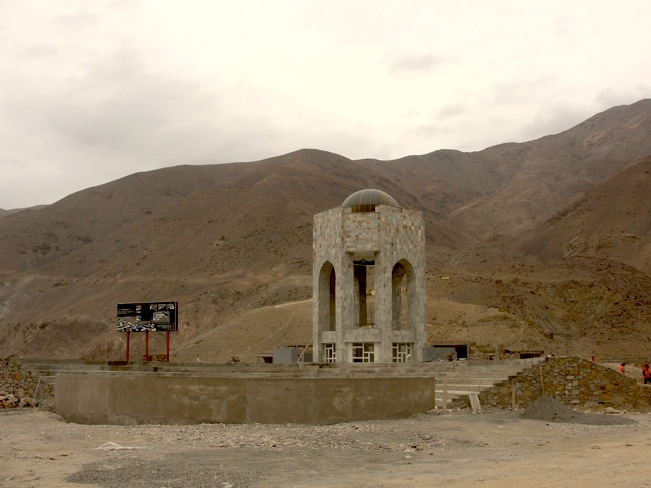
قبر مسعود في عام 2010

بعدما أصبح خبر وفاة مسعود معروفًا على نطاق واسع، تم نقل جثمانه بطائرة هليكوبتر (يُفترض أنها من طاجيكستان) إلى وادي بنجشير حيث دُفن في قريته الأصلية بزاراك في 16 سبتمبر 2001، أي بعد أسبوع كامل من وفاته.

#### تقارير تدنيس القبر
بعد استعادة طالبان لأفغانستان إثر الانسحاب الكامل لقوات الناتو ظهرت مقاطع فيديو تُظهر تحطّم الهيكل الزجاجي فوق قبر مسعود، وذلك بعد أيام من دخول طالبان إلى وادي بنجشير. كما نشرت طالبان مقاطع فيديو يظهر فيها عناصرها وهم يعبثون في ضريح مسعود. في 15 سبتمبر 2021، أرسل قناة "جيو تي في" الباكستانية صحفيًا إلى قبر مسعود حيث نفى الادعاءات التي تتحدث عن تعرض القبر للتدنيس. كما نفى المتحدث باسم طالبان، ذبيح الله مجاهد، التقارير التي تحدثت عن تدنيس القبر.

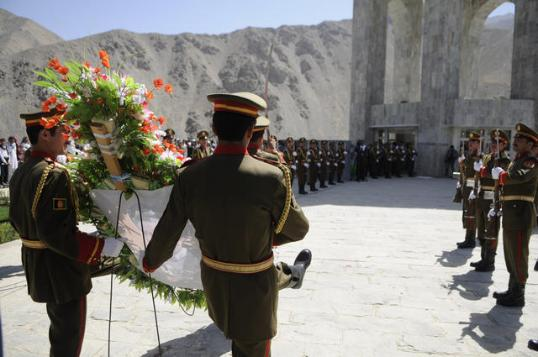
مراسم وضع إكليل الزهور من قبل الجيش الوطني الأفغاني في يوم مسعود

#### يوم مسعود
قبل سيطرة طالبان على أفغانستان في عام 2021، كان يوم 9 سبتمبر يُحتفل به كيوم وطني أفغاني تحت أسماء "يوم مسعود" أو "يوم الشهداء" (داري: روز شهدا). وكان الأسبوع الذي يتضمن هذا اليوم يُشار أحيانًا إلى أنه "أسبوع الشهداء".
تشمل الاحتفالات السنوية ليوم مسعود عادةً مسيرات في وسط كابل، وفعاليات وضع إكليل الزهور على قبر مسعود يحضرها مسؤولون حكوميون كبار، وتجمعات شعبية في ساحة مسعود في كابل، وحفلات تُنظم في وادي بنجشير، مسقط رأسه.
في عام 2002، في الذكرى السنوية الأولى لاغتيال مسعود، زار الرئيس الأفغاني حامد كرزاي قبر مسعود في بنجشير لتكريم ذكراه، قائلاً: "نحن هنا اليوم بسبب ما فعله [مسعود] قبل أن يفقد حياته من أجل أفغانستان." في عام 2011، في الذكرى العاشرة، أطلق نائب الرئيس الأفغاني الأول محمد قاسم فهيم على مسعود لقب "بطل أفغانستان الوطني ومدافع عن بلاده" في حدث أقيم في إحدى مدارس كابل. في عام 2015، في الذكرى الرابعة عشر، حضر شقيقا مسعود، أحمد ولي وأحمد زيا، حفلًا لوضع إكليل الزهور في ساحة مسعود بكابل. استخدم أحمد ولي هذه المناسبة لدعوة الناس للتبرع بالدم دعمًا للقوات الأمنية الأفغانية.
في الذكرى العشرين لاغتيال مسعود (في عام 2021)، نشر الصحفي الاسكتلندي وصديق مسعود المقرب، ساندي غال، السيرة الذاتية الرئيسية لمسعود بعنوان "أفغان نابليون"، والتي تتضمن سردًا مفصلاً لعملية اغتياله.
في الذكرى الثانية والعشرين، عقد أعضاء من البرلمان النمساوي مؤتمرًا بقيادة مؤسسة أحمد شاه مسعود لإحياء ذكرى مسعود ومناقشة أفغانستان في ظل حكم طالبان بعد عام 2021.